# Tigerbrot

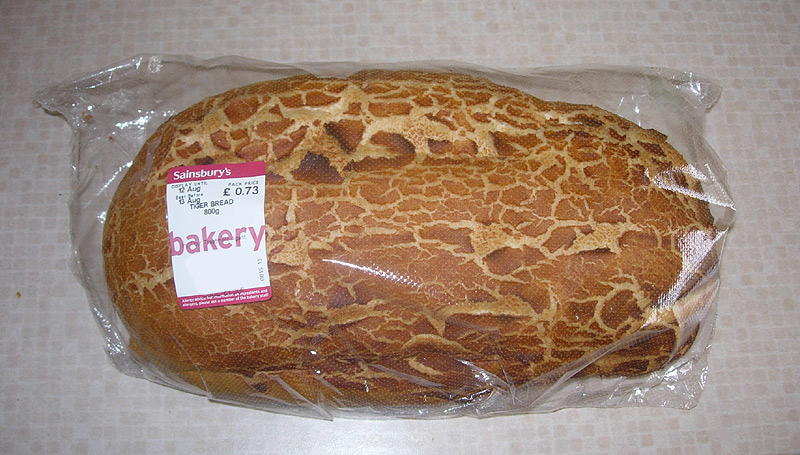
Ein Tigerbrot in einer Folie

Das Tigerbrot (niederländisch: Tijgerbrood) ist ein Hefebrot aus verschiedenen Mehlsorten. Es stammt aus den Niederlanden. Besonders beliebt ist es außerdem in England unter dem Namen Dutch crunch oder Tiger bread.

## Etymologie
Den Namen hat das Tigerbrot von seiner aufgesprungenen Kruste, die paradoxerweise aber eher an ein Leopardenfell erinnert.

## Herstellung und Zutaten
Der Grundteig besteht aus Weizenmehl, dem in Wasser aufgeweichtes Paniermehl und gelöste Hefe hinzugefügt wird. Zu dem Teig wird zudem Zucker und Sesamöl hinzugefügt.
Bevor der Teig sich komplett ausgedehnt hat, wird in die äußere Teigschicht ein Brei aus Reismehl, kochendem Wasser, Zucker und Sesamöl eingearbeitet. Da Reismehl kein Gluten enthält, dehnt es sich nicht aus und es entstehen die typischen Risse. Die Breite der Risse kann durch die Dicke des Breis gesteuert werden.